# Ульжай
Ульжа́й (Ульджа́й) — реликтовое бессточное солёное озеро в Омской области. Обладает огромными запасами лечебных грязей.

## Физиография
Озеро Ульжай расположено на юге Омской области на территории Черлакского района, в 25 километрах к северо-востоку от посёлка Черлак, в северо-западной части Курумбельской степи. Озеро имеет форму слегка вытянутого с севера на юг овала длиной 4,3 километра, шириной 4 километра, площадь водного зеркала составляет 14,5 км². Глубина колеблется от 0,3 до 1,3 метров, а в многоводный 1986 год составляла 2,1 метра. Северный берег представляет собой три возвышающихся друг над другом террасы общей высотой 6-8 метров над уровнем озера (высота первой террасы — 1-1, 5, второй — 3-4, третьей — 1, 5-3 метров). Южный, восточный, западный и северо-западный берега низкие (до 1,5 метров высотой) и являются уступами первой террасы. Восточный берег размыт, прорезан множеством мелких и несколькими крупными оврагами с широкой устьевой частью (где образуются глубокие плёсы) и высокими отвесными стенами.
Урез воды окаймлён прибрежным песком, переходящим в плотное дно, которое практически по всей площади покрыто слоем ила. Глубина залегания грязей — от 1 до 2 метров, толщина слоя достигает 0, 6 метра. Приблизительная площадь озёрного дна, покрытого грязью, составляет 9,27 км².
Запасы месторождения учтены территориальным балансом запасов полезных ископаемых Омской области. По состоянию на 1 января 2011 года запасы лечебной грязи в озере Ульжай составляют 876 тыс. м³.
В 1978 году озеро Ульжай объявлено водным памятником природы.

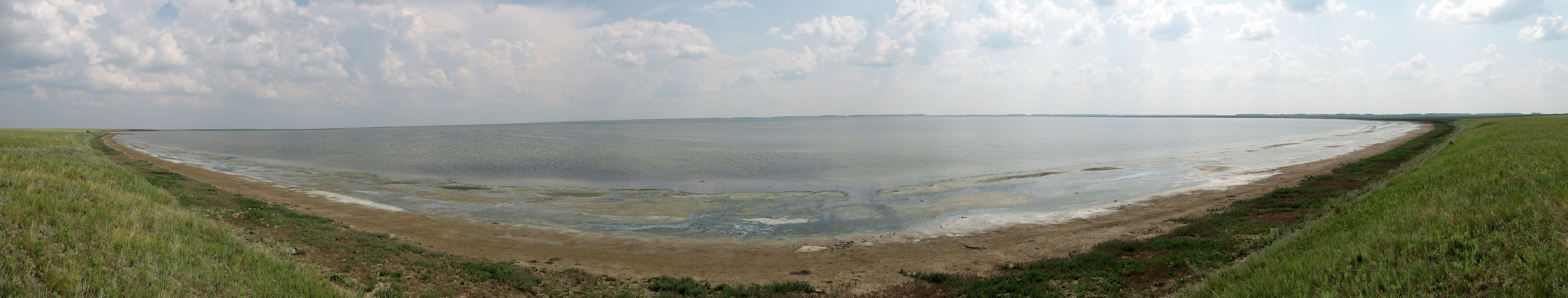
Панорама озера Ульжай

## Климат
Климат в районе озера Ульжай — континентальный. Средняя температура января составляет −19 °C, июля — +19 °C. Годовое количество осадков — 300—360 мм. Лето, как правило, сухое и жаркое. Зима — холодная и суровая.

## Историческая справка

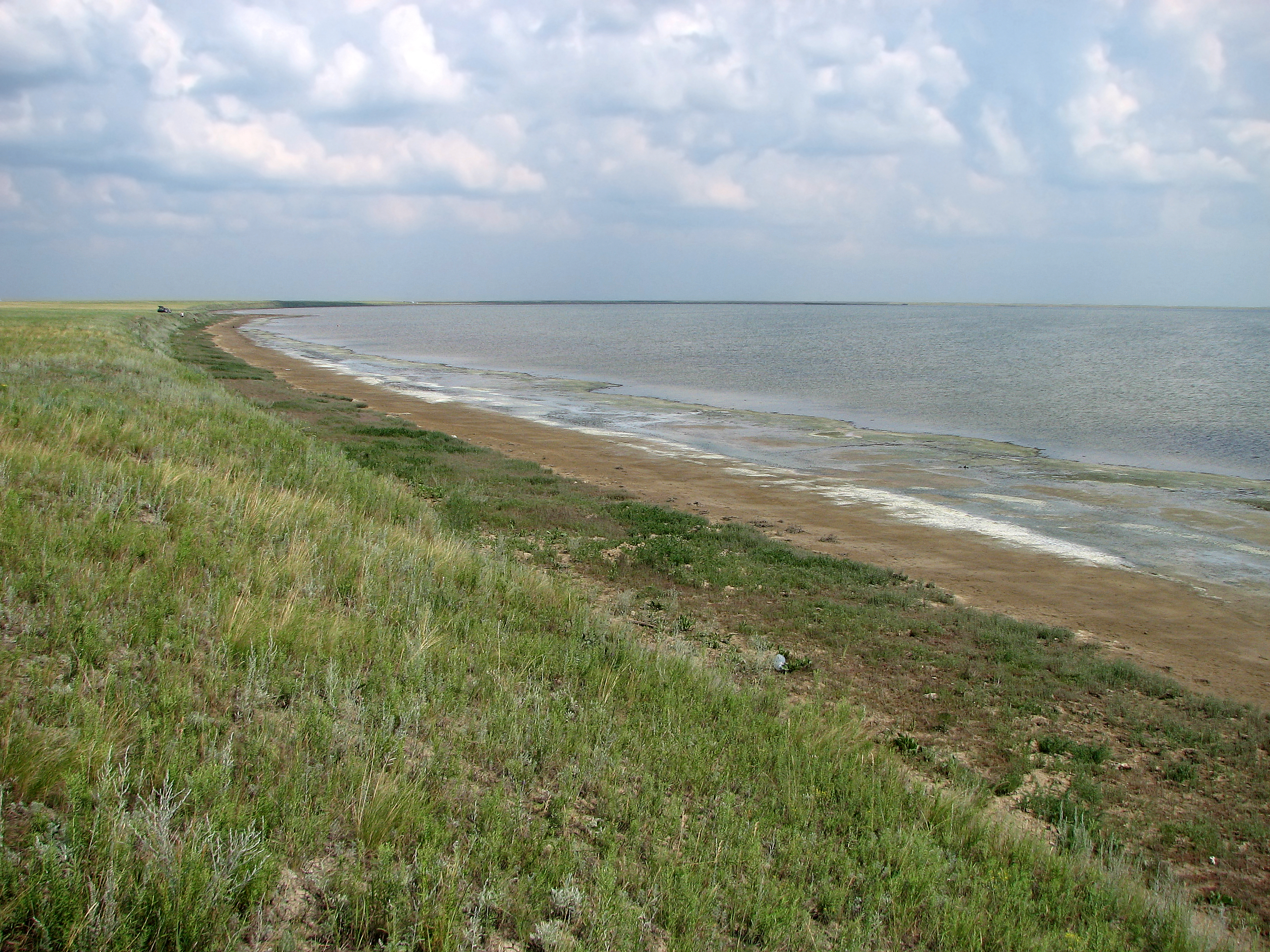
Северный берег озера Ульжай.

Образование минерализованных озёр в Западной Сибири относится к четвертичному периоду. Ледник, наступающий с севера, создал подпор рек Обь-Иртышского бассейна. По этой причине образовалось гигантское пресное море. Впоследствии в результате испарения это море распалось на ряд крупных озёр.
В дальнейшем крупные озёра частично усохли, частично распались на мелкие, с различной степенью минерализации. В течение десятков миллионов лет в результате сложных биологических процессов в этих озёрах накопились донные отложения, богатые биохимически активными веществами.
Для степной и южной лесостепной зон Западной Сибири, в том числе Омской области, характерен циклический ход уровней воды, чередование многоводных и маловодных периодов с общей продолжительностью цикла в 50-60 лет с продолжительностью многоводного и маловодного периодов в 25-30 лет. По данным Института озёроведения пики многоводных периодов наблюдались в 1705—1715, 1750—1760, 1787—1798, 1820—1832, 1856—1870, 1910—1920, 1948—1955, 1985—1992 годах, а пики маловодных периодов в 1730—1740, 1767—1778, 1805—1813, 1840—1853, 1875—1885, 1935—1944, 1974—1984 годах.
За весь период с конца XVI века наиболее низкое маловодье, которое можно назвать катастрофическим, приходится на период 1875—1885 годов. В этот период многие озёра превратились в так называемые «урочища» с луговой растительностью или пустынные впадины с редкой растительностью. Водность оставшихся озёр была чрезвычайно мала, уровни воды были низкими, а глубина исчислялась сантиметрами.

## Состав воды
Озеро — хлоро-натриево-магниевое. Рапа не имеет запаха, бесцветная, горьковато-солёного вкуса. Преобладающей солью является хлористый натрий (около 74,7 %), затем следует сульфат магния (около 15,7 %) и хлорид магния (8-9 %). Имеется незначительное количество сульфата и бикарбоната кальция (не более 0,5 %). Минерализация изменяется от 50,4 г/л до 63 г/л, максимальные значения характерны для зимы.

## Состав грязи
Грязь озера отличается большой пластичностью и гомогенностью, имеет интенсивный чёрный цвет. Грязь, взятая из-под рапы, более мягкой консистенции, пластичная, гомогенная, мажущая, со специфическим запахом ила. Грязь, взятая с участков озера, не покрытых рапой, более твёрдая и менее эластичная, отличается более высоким удельным весом и меньшей влагоёмкостью, имеет большее содержание сероводорода.
Удельный вес грязи составляет 1,34-1,90, влагоёмкость колеблется от 25 до 53,8 %. Общее содержание сероводорода — 0,128-0,230 %. Основным структурным компонентом грязи является глинистый остов тонкого строения, составляющий 27,4-38,2 % сырой или 74-88 % сухой грязи. Большинство его частиц имеет диаметр менее 0,01 мм, чем и объясняется высокая пластичность и вязкость (жирность) грязи.
| Компоненты                     | Количество (в %) |
| ------------------------------ | ---------------- |
| Вода                           | 51,61            |
| Растворимые соли               | 7,52             |
| Кальциево-магнезиальный скелет | 5,08             |
| Глинистый остов                | 27,7             |
| Коллоидный комплекс            | 0,037            |
| Сероводород                    | 0,212            |
| Засоренность                   | 0,02             |

Ульжайская грязь, как и грязь озера Эбейты, обладает бактерицидной активностью, особенно выраженной к золотистому стафилококку и синегнойной палочке. Патогенные микробы в ней отсутствуют.

## Бальнеологическое значение
Грязь озера Ульжай имеет очень высокую бальнеологическую оценку, позволяющую ставить её в один ряд с грязями известных курортов.
Кроме того, она имеет ряд дополнительных преимуществ:
- В силу своего высокого удельного веса не нуждается в предварительном отстаивании и может сразу же применяться для аппликаций
- Благодаря высокой минерализации не нуждается в дополнительном рассолении и также может сразу применяться для полостного введения
- В ней отсутствует гипс, являющийся отрицательным бальнеологическим показателем
- Обладает высокой устойчивостью и при достаточном увлажнении может храниться неопределённо долго, что облегчает её транспортировку при внекурортном использовании
- Не разрушается при многократном нагреве на водяной бане, что исключает необходимость её регенерации и позволяет ограничиться только стерилизацией от патогенных анаэробных микроорганизмов

Клиническое изучение грязи показало её высокую терапевтическую активность при многих заболеваниях внутренних органов, нервной системы, опорно-двигательного аппарата. В частности, она способна воздействовать на состояние сосудов и гемодинамику, стимулировать обменные процессы, регенерацию тканей и нервных волокон, заживление механических и термических ран; повышать секрецию и кислотообразование в желудке, улучшать функцию и морфологию печени при её заболеваниях, вызывать положительные сдвиги в иммунном статусе организма.
Важным является тот факт, что местные грязевые аппликации невысоких температур и обычной продолжительности не вызывают каких-либо патологических изменений в других органах, особенно в сердечно-сосудистой системе и поэтому могут назначаться не только людям со здоровым сердцем, но и с наличием незначительных изменений в сердце без нарушения компенсации.

## Животный и растительный мир

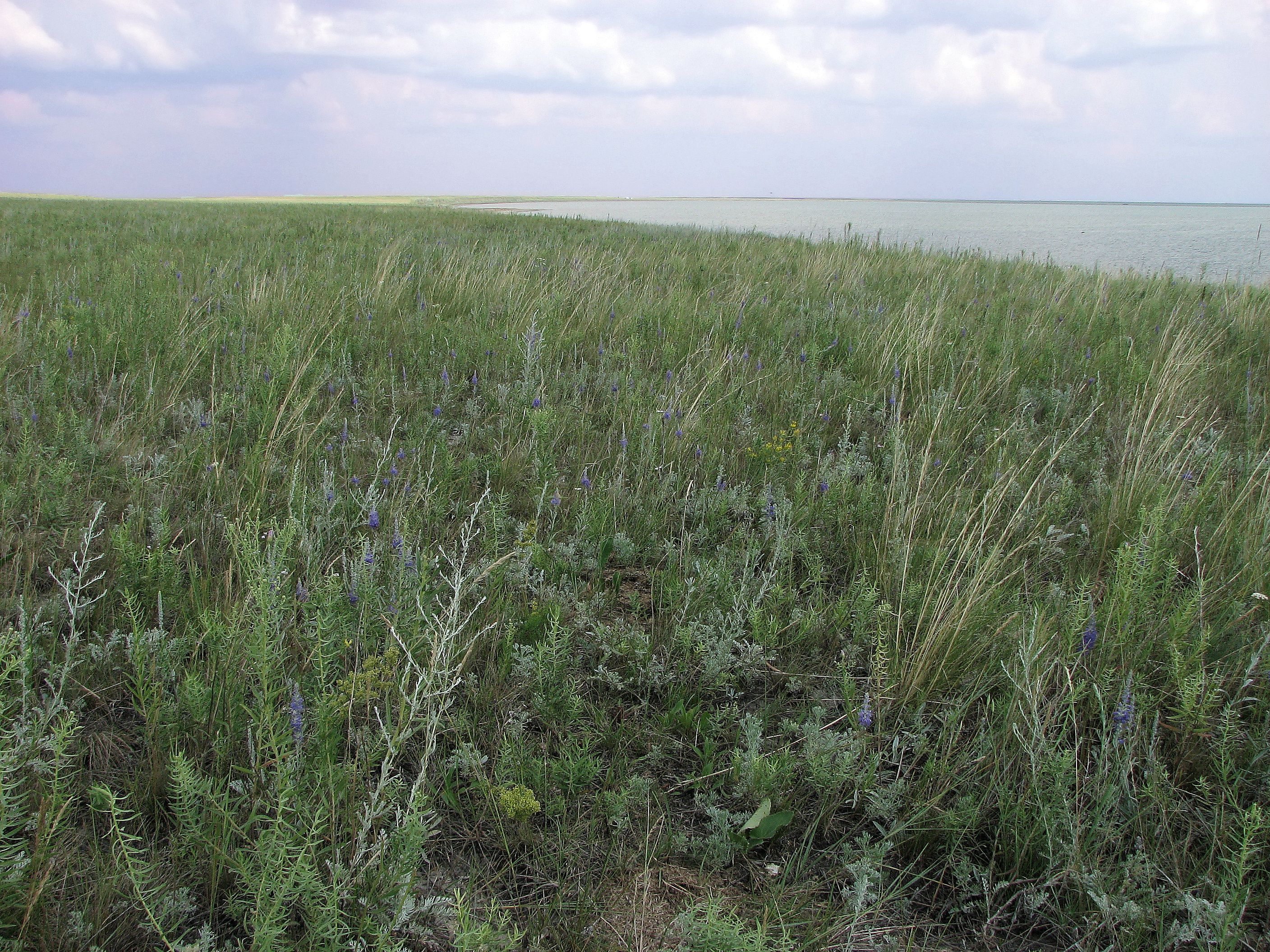
Степная растительность на берегу озера Ульжай.

За исключением северного берега, где имеется редкая поросль тростника, озеро практически лишено водной растительности. Вокруг озера — степная растительность, в 1 километре к югу — небольшой берёзовый лес. Фауна озера представлена солелюбивыми рачками-артемиями и мухами.

## Экономика
Озеро Ульжай находится в государственной собственности. Хозяйственных и жилых построек на берегу озера не имеется.
Месторождение лечебных грязей эксплуатируется ФГУ Центр реабилитации ФСС РФ «Омский» с 1999 года. За период с 2006 по 2010 гг. было добыто 0,6 тыс. куб. м. лечебной грязи; в 2006 и 2009 гг. добыча грязи не производилась. В 2010 году недропользователем проведен незначительный отбор грязи в объёме 0,2 тыс. м³.
С 2001 года на озере производится добыча цист артемий, которые используются в качестве натурального корма для рыб..

## Фотогалерея

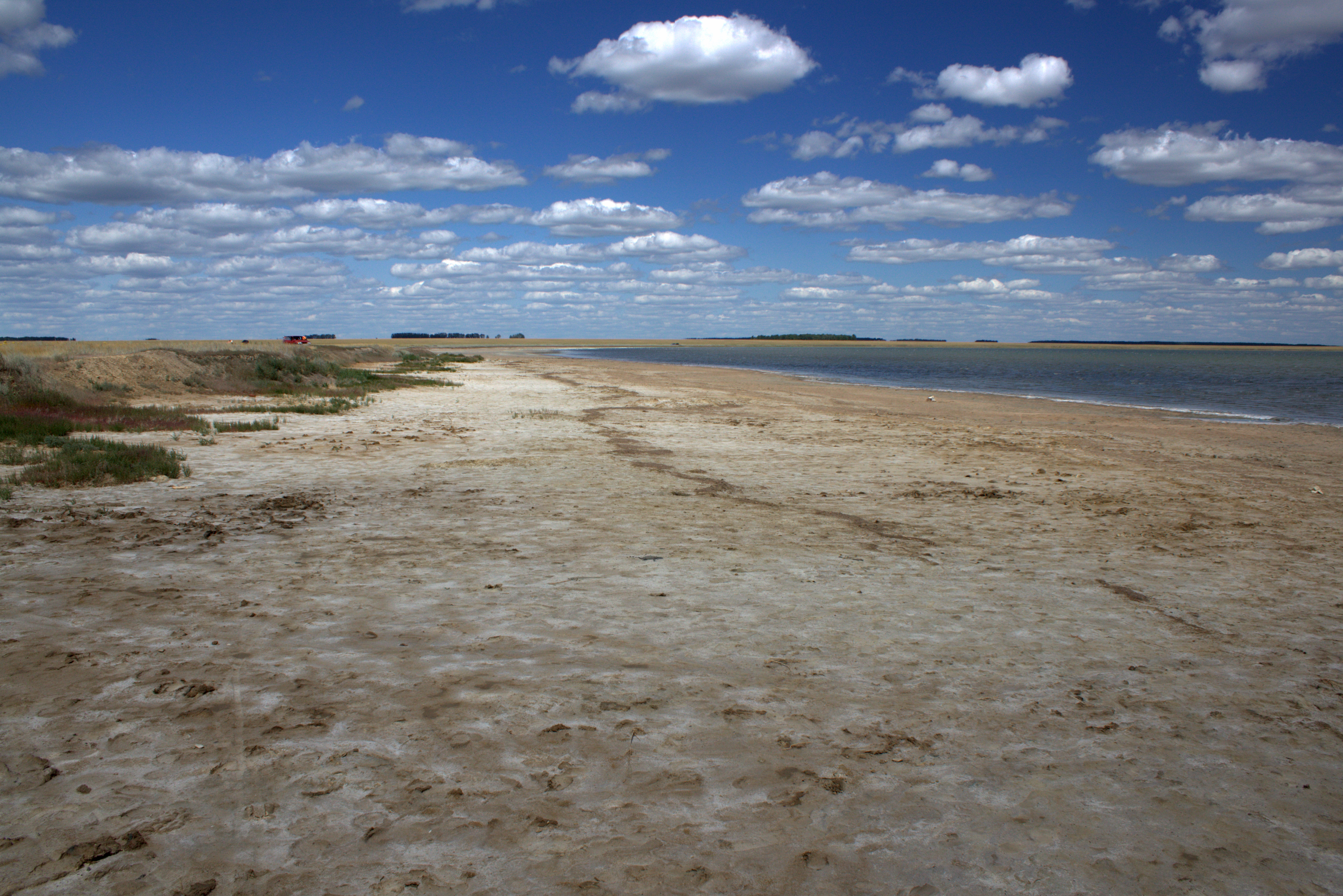
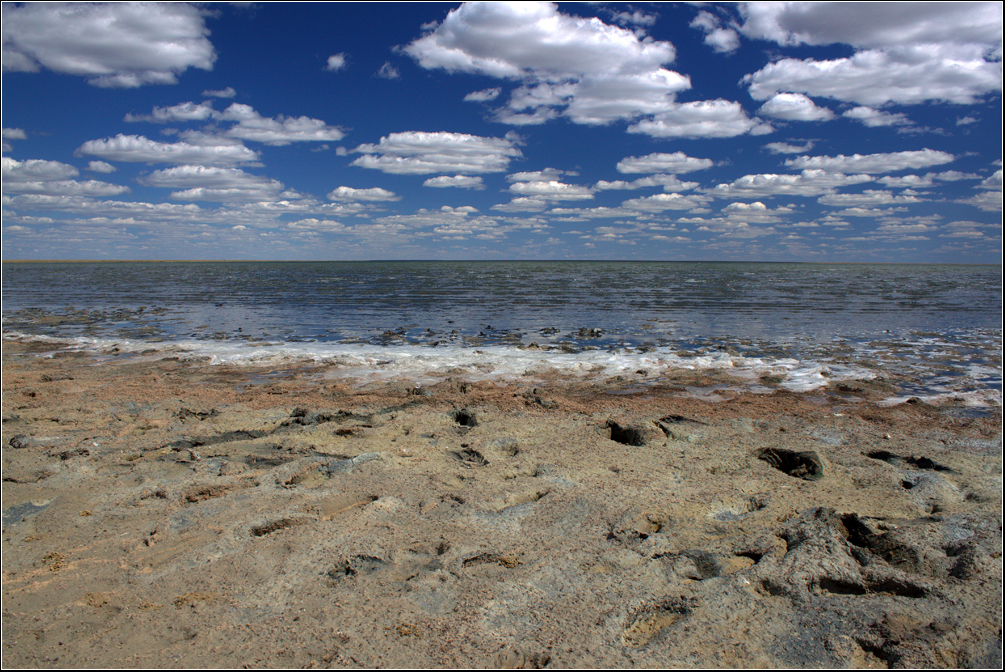